# Factor de coagulación XIII

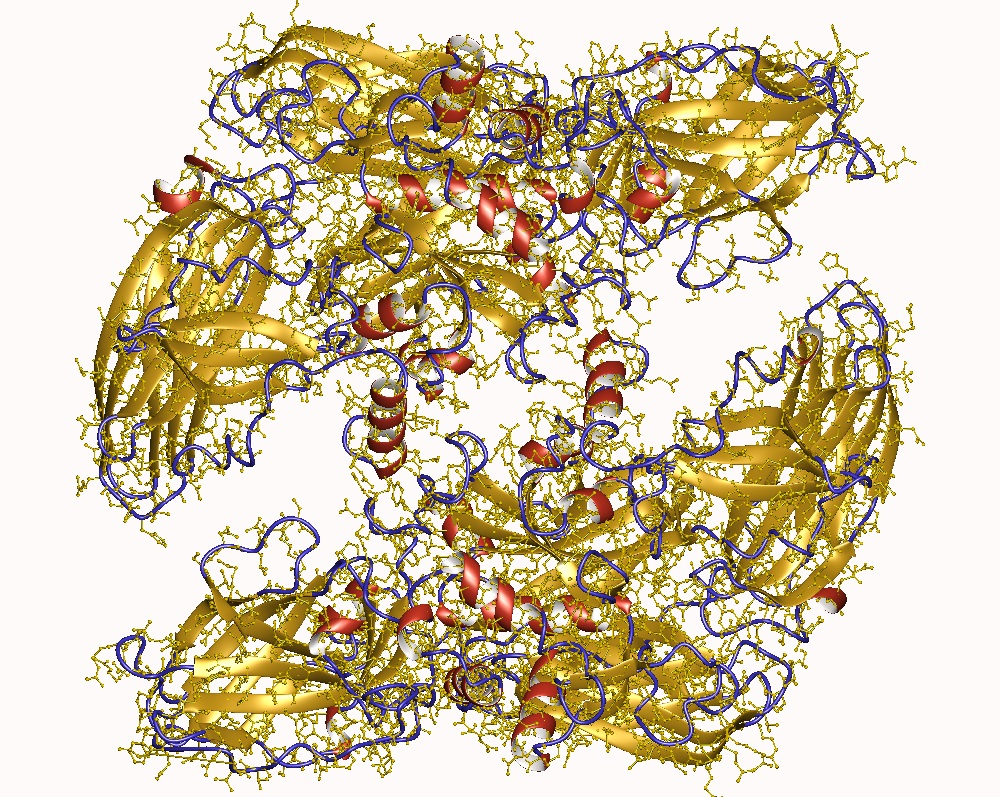
Factor de coagulación XIII homodimer, Human

El factor de coagulación XIII, factor XIII, factor estabilizador de la fibrina o factor de Laki-Lorand es una proteína plasmática de síntesis hepática y plaquetaria, que participa en la ruta final común de la hemostasia, estabilizando el coágulo blando de fibrina o polímero de fibrina.

## Actuación
El factor XIII es activado por la trombina, en presencia de calcio en las etapas finales de la cascada de coagulación, adquiriendo capacidad transglutaminasa.
Una vez activo, el factor XIII cataliza la formación de enlaces covalentes entre los residuos aminoacídicos de glutamina y lisina de las fibras de fibrina, estabilizando las uniones intermonoméricas y evitando la lisis del coágulo. 

## Enfermedades relacionadas
El déficit de factor XIII es una enfermedad hereditaria de carácter autosómico recesivo, con baja incidencia, en la que niveles plasmáticos bajos o anomalías estructurales de esta proteína afectan al proceso fisiológico de coagulación, pudiendo generar sangrados anormales y cicatrización dificultosa.